# Аксак кулан (мультфильм)
«Аксак кулан» («Хромой кулан») — советский рисованный мультипликационный фильм, снятый режиссёром Аменом Хайдаровым в 1968 году на киностудии «Казахфильм» по мотивам казахской народной легенды.

## Сюжет
Фильм повествует о легенде появления двухструнной домбры — о самом популярном и любимом, музыкальном инструменте казахов. О том что музыка бывает красноречивей слов.
По легенде Джучи, сын Чингисхана, однажды отправился на охоту и увлёкшийся стрельбой из лука в диких куланов, погнался за ними так, что группа сопровождавших его приближённых осталась далеко позади. Метко разил царевич острыми стрелами бегущих куланов, и не было от него пощады бедным животным. Вожак стада диких куланов, известный как Хромой Кулан, сильный и смелый, не боявшийся даже волков (именно в бою с серыми хищниками однажды была повреждена его нога), неожиданно развернулся и набросился на охотника. Атака Хромого Кулана была столь дерзкой и яростной, что Джучи слетел с коня, повредил себе шею и тут же умер… Стадо куланов, освободившееся от преследования, растоптав его тело, свободно убежало в степные просторы, и впереди всех по-прежнему бежал вожак Хромой Кулан.
Нескольких дней искали растоптанного Джучи его приближённые. По обычаю, о смерти близкого следовало известить до семидневных поминок. Никто из приближённых и слуг не посмел рассказать Чингисхану о смерти его сына. За то, что человек приносил плохую весть, по древнему обычаю полагалась смерть. И тогда мудрый жырау и храбрый батыр Кетбуга выстругал из берёзы домбру, натянул на неё струны и, придя во дворец Чингисхана, упал на колени перед его троном. Владыка, предчувствуя, что не с добром пришёл к нему мудрый старец, мрачно спросил у него: «Чего ты хочешь, Великий певец?».

## Создатели
| автор и режиссёр     | Амен Хайдаров                                                                                         |
| композитор           | Нургиса Тлендиев                                                                                      |
| художник-постановщик | Д. Джумабеков                                                                                         |
| мультипликаторы      | Э. Бейсеитов, Т. Дусенко, Абдукамиль Жунусов, Валентин Кушнерёв, Х. Кокенов, Ф. Муканов, Г. Ташранова |
| художник-декоратор   | Г. Кистауов                                                                                           |
| оператор             | С. Артёмов                                                                                            |
| звукооператор        | Евангелина Додонова                                                                                   |
| дикторский текст     | Л. Толстой                                                                                            |
| читает               | Ш. Айманов                                                                                            |